# Rajecké Teplice (stacja kolejowa)
Rajecké Teplice (słow. Železničná stanica Rajecké Teplice) – stacja kolejowa w miejscowości Rajecké Teplice, w kraju żylińskim, na Słowacji.
Stacja znajduje się na 15 km linii Żylina - Rajec i została zbudowana w 1899 roku oraz znajduje się na północno-zachodnich obrzeżach miasta, w sąsiedztwie parku zdrojowego. Dostępna jest od ulicy Staničná i jest wykorzystywana wyłącznie w ruchu pasażerskim. Zbudowanie linii w znacznym stopniu przyspieszyło transport z Żyliny i połączenie z Koleją Koszycko-Bogumińską, a tym samym zapewniło dostęp do uzdrowisko znajdującego się w miejscowości.

## Linie kolejowe
- Żylina-Rajec